# Frans de Wit (acteur)
Frans de Wit (12 augustus 1957) is een Nederlands acteur.

## Carrière
De Wit speelde bij Toneelgroep Amsterdam, het RO-theater, Oranjehotel, Fact, Theater van het Oosten, De Paardenkathedraal, Theater Nomade, Made in da Shade en de Berini's. Hij is te zien in diverse films en televisieproducties. Hij is zanger bij Belly goes Bonkers en De Volle Pont. Op televisie is De Wit het bekendst door zijn rol als snackbarhouder in de politieserie Grijpstra en de Gier.

## Filmografie

### Film
- Sinterklaas & De Vlucht door de Lucht - Keukenpiet (2018)
- De Club van Sinterklaas & Geblaf op de Pakjesboot - Keukenpiet (2016)
- De Club van Sinterklaas & De Verdwenen Schoentjes - Keukenpiet (2015)
- De Club van Sinterklaas & Het Pratende Paard - Keukenpiet (2014)
- De Club van Sinterklaas & De Pietenschool - Keukenpiet (2013)
- spijt! - Vader van Sanne
- De Club van Sinterklaas & Het Geheim van de Speelgoeddokter - Keukenpiet (2012)
- Kasteel Amerongen (2011) - Carol de Graff
- Ernst, Bobbie en het geheim van de Monta Rossa (2010) - Leon
- Snuf en de IJsvogel (2010) - Commissaris
- De dominee (2004) - Dikke Harry
- Kwade Reuk (2002)
- Het leven na mevrouw De Nijs (2001) - Dennis
- Dum Dum Boys (2001) - portier
- Soul Asassin (2001) - man met krant
- Bull's Eye (2000)
- Suzy Q (1999) - barkeeper
- Op afbetaling (1992) - gorilla
- De grot van Plato (1990)

### Televisie
- Nieuwe Ouders (2004) - Bewaker museum (aflevering Skaten)
- Grijpstra & De Gier (2004-2007) - Fred
- Schudden tot het Sneeuwt (2003) - Louis de kok
- Wildschut & De Vries (2000) - Koekiemonster
- De Bonte Jaren (2007) - Koekiemonster (Samen met Gerben de Wit)
- De Club van Sinterklaas & de Jacht op het Kasteel (2009) - Keukenpiet

### Gastrollen
- Smeris (2015) - xtc-dealer
- A'dam - E.V.A. (2014) - Richard D.
- Flikken Maastricht (2009)
- Toen was geluk heel gewoon (2006)
- Westenwind (2002) - bewaker Snoeck
- Spangen (1999-2005)
- Blauw Blauw (1999)
- Bed & Breakfast (1997) - Elvis
- 12 steden, 13 ongelukken (1997-1998)

## Toneel
(niet compleet)
- 2010 - Theater het Amsterdamse Bos: Don Quichot, at your service (Jeroen van den Berg)
- 2005 - Parels voor de Zwijnen: Joke en haar moeder (concept: Saskia Huybrechtse)
- 2005 - Theater Het Amsterdamse Bos: Ivanov (Anton Tsjechov)
- 2004 - SHOW (Jeroen van den Berg)
- 2004 - Tango (Slavomir Mrozek)
- 2004 - Private Lives (Noël Coward)
- 2003 - Theatergroep Nomade: Gijsbrecht van Aemstel (Joost van den Vondel)
- 2001/02 - De Kaap: Ma Tilda & Tilly (Marieke ter Doest)
- 2000 - Theater Nomade: De Raadsvergadering
- Polaroid
- 1991/92 - Theatergroep Amsterdam: Volmaakt ongeluk, dialoog met Kitty Courbois (Peter Handke)

Frans de Wit is ook bekend als de dikke man uit de eerste bol.com-reclames.